# Lithobius burzenlandicus
Lithobius burzenlandicus är en mångfotingart som beskrevs av Karl Wilhelm Verhoeff 1931. Lithobius burzenlandicus ingår i släktet Lithobius och familjen stenkrypare.

## Underarter
Arten delas in i följande underarter:
- L. b. burzenlandicus
- L. b. carithiacus
- L. b. euxinicus